# Административна подјела Румуније
Административна подјела Румуније је релативно централизована и прилично поједностављена.
Према Уставу Румуније, територија државе је организована административно на округе у првом нивоу и градове, вароши и општине у другом нивоу.
- Први ниво: 41 округ и један град са посебим статусом (Букурешт, нацинална пријестолница)
- Други ниво: 103 града, 217 вароши и 2861 општина.[2] Статус града се додјељује већим местима, али тиме они не добијају већа овлашћења управе.

Испод нивоа града, вароши и општине, не постоји даља формална административна подјела. Међутим, оштине су подијељене на села, која немају властиту администрацију. У Румунији постоји 12.957 села. Изузетак је Букурешт, који има шест сектора, од којих сваки има сопствену администрацију.